# Dawson, Texas
Dawson är en kommun (town) i Navarro County i Texas. Vid 2010 års folkräkning hade Dawson 807 invånare.